# Thomas Mitchell
Thomas John Mitchell (11. července 1892 – 17. prosince 1962) byl americký herec. Mezi nejslavnější role jeho dlouhé kariéry patří Gerald O'Hara ve filmu Jih proti Severu, Doc Boone ve filmu Stagecoach, strýček Billy ve filmu Život je krásný, Pat Garrett ve filmu Psanec a starosta Jonas Henderson ve filmu High Noon (V pravé poledne). Mitchell byl prvním mužským hercem, který získal tři ocenění – Oscara, cenu Emmy a cenu Tony – známá jako Triple Crown of Acting (Trojí koruna herectví). Byl také režisérem, dramatikem a scenáristou.